# El Polvorín
El Polvorín es una localidad del estado mexicano de Guerrero. Es parte del municipio de Marquelia.

## Demografía
| Censo | Población |
| ----- | --------- |
| 2010  | 1 415     |
| 2020  | 1 554     |